# Auguste-Joseph-Donat de Blondeau
Pour les articles homonymes, voir Blondeau.
Auguste-Joseph-Donatien de Blondeau, né le 18 août 1791 à Haguenau, et, mort le 6 février 1868 à Saint-Hippolyte, est un officier, maître de forges et homme politique français.

## Biographie
Appartenant à une famille de noblesse militaire, il se retrouve orphelin jeune et fut élevé par son tuteur, conseiller à la Cour de Besançon. Il entra dans l'administration de l'enregistrement, et démissionna en 1815, pour s'enrôler dans la garde nationale mobile. À la suite de la révolution de Juillet, il devint colonel de la garde nationale, conseiller municipal et conseiller général du Doubs.
Le 5 juillet 1831, il est élu député du Doubs. D'abord sincèrement attaché à la monarchie nouvelle comme à la Charte, il ne tarda pas à entrer dans les rangs de l'opposition. Il s'associa au compte rendu des députés de la gauche en 1832, tout en prenant part au jugement du journal la Tribune en 1833.
Membre de plusieurs commissions importantes, il fut en 1831 l'auteur d'une proposition ayant pour but de réduire de moitié les appointements des députés fonctionnaires qui touchaient, hors de Paris, un traitement au-dessus de 3 000 francs. La proposition, prise en considération par la Chambre, ne fut pas discutée. Il réclama, la même année, une réduction de l'impôt sur la sel, et fit l'établir dans l'administration de l'enregistrement une importante disposition en matière d'échange.
Réélu, le 21 juin 1834, dans la même circonscription face à Georges Humann, ministre des Finances, il se rapprocha du gouvernement, puis, empêché par ses propres affaires d'assister assidûment aux séances, il donna sa démission dans le courant de l'année 1836.
Il resta conseiller général du Doubs, en devint doyen, et fut candidat, après février 1848, à l'Assemblée constituante: M. de Montalembert, qui combattit vivement sa candidature, ne l'emporta sur lui que de 21 voix.

## Décorations
- Chevalier de la Légion d'honneur en 1862[1]